# Jan Meyssens

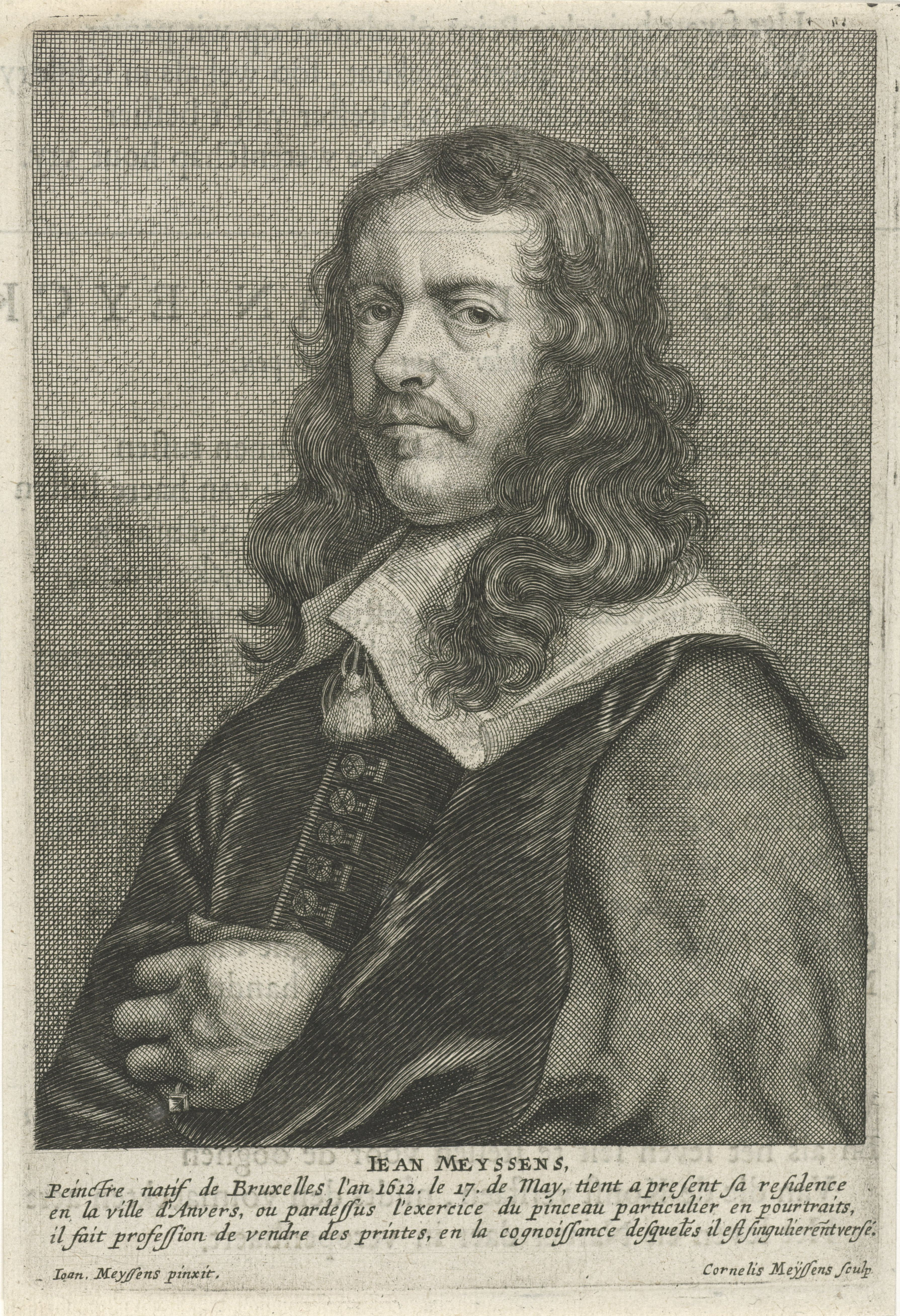
Selbstporträt

Jan Meyssens, auch Joannes oder Jean Meyssens (* 17. Mai 1612 in Brüssel; † 18. September 1670 in Antwerpen) war ein flämischer Barockmaler, Kupferstecher, Drucker und Kunsthändler.

## Leben
Meyssens war ein Schüler von Anton[ius] van Opstal und Nicolaas van der Horst (1598–1646). Er übersiedelte schon in jungen Jahren nach Antwerpen, wo er als Porträtmaler und Kupferstecher auch einen Handel mit Stichen und später einen eigenen Kunstverlag betrieb. Dort wurde er 1640 Meister der örtlichen Lukasgilde und stach viele Bildnisse nach eigenen Zeichnungen oder Bildern anderer Meister. Er erwarb einen Teil des Lagers von Franciscus van den Enden, als dieser nach Amsterdam umzog. Sein eigener Verlag ging weitgehend in den Besitz des Kunsthändlers und Kupferstechers Jacobus de Man (1647 – 21. April 1719) über. Als Maler war er ein geschickter Kopist der Bilder Anthonis van Dycks. Van Dyck fertigte ein Porträt Joannes Meyssens Bruxellensis pictor et amator Calcographiae Antverpiae von ihm an.
Meyssens war als Kupferstecher sehr erfolgreich und arbeitete mit vielen Malern, Zeichnern und Künstlern seiner Zeit zusammen. Zu den Künstlern, die für ihn arbeiteten zählten unter anderem Cornelis van Caukercken, Cornelius Galle der Jüngere, Wenzel Hollar, Peter de Jode, Pieter van Lisebetten, Lucas Vorsterman der Jüngere und Willem Vorsterman.
Sein bekanntestes Werk ist das 1649 veröffentlichte Buch Image de divers hommes d’esprit sublime …, das eine Sammlung von Kupferstich-Porträts berühmter Persönlichkeiten, darunter auch vieler Künstler, enthält. Die Bilder und die französischen Beschreibungen, mit denen Meyssens sie versah, dienten Kunsthistorikern immer wieder als biographische Informationsquellen. Zu ihnen gehörte auch Cornelis de Bie, der 1662 ebenfalls in Antwerpen das Werk Het Gulden Cabinet vande Vry Schilder-Const bei Meyssens verlegen ließ. Darin enthalten ist eine Sammlung von Biographien der bekanntesten flämischen Maler des 16. und 17. Jahrhunderts.

## Familie
Mit seiner Frau Anna (geborene Jacobs; † 1678) hatte Meyssens einen Sohn, Cornelis Meyssens, der vor 1640 geboren und 1660 in der Gilde als Meister eingetragen wurde. Er war ebenfalls Kupferstecher und arbeitete seit 1673 in Wien.

## Werke (Auswahl)

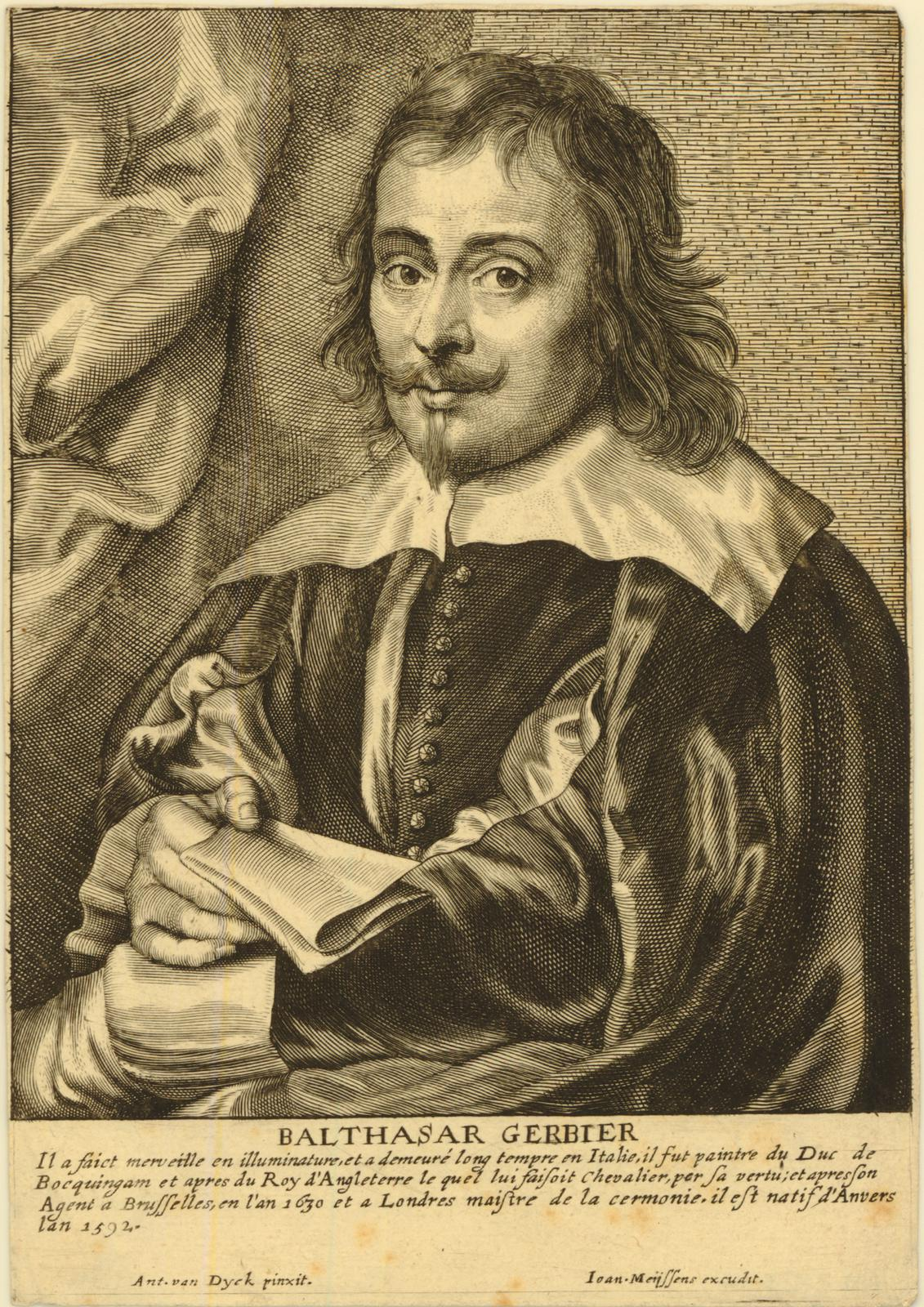
Balthasar Gerbier (nach van Dyck)

- Image de divers hommes d’esprit sublime qui par leur art et science devront vivre eternellement et des quels la lovange et renommée faict estonner le monde. Antwerpen 1649 (französisch, gallica.bnf.fr – Mit einer Widmung an den Kunsthändler Michel le Blon).
- Les portraits de tous les souverains, princes et ducs de Brabant. 54 Blatt (gallica.bnf.fr).
- Theatrum Principum viroromqu. Doctrina et arte pingendi clarissimorum ab Antonio van Dyck et aliis ad vivum expressorum Sumptibus
- Theatrum omnium Lusitaniae regum ab Alfonso I. ad Philippum IV. Hispan. etc. Antwerpen. 22 Blatt.
- Jean Meyssens (Selbstporträt, von seinem Sohn in Kupfer gestochen)[6]
- Jean Guillaume Baur, Maler. (Halbfigur)
- Cornelis de Bie, Notar
- Karl I. von England und Balthasar Gerbier, Maler (Nach Anthonis van Dyck)